# The Tomorrow People (radiodrammi)
The Tomorrow People è una serie di radiodrammi realizzata dalla Big Finish Productions, e trasmessa dal 2001 al 2007, basata sulla serie televisiva The Tomorrow People del 1973.

## Produzione
Nel 2001, la Big Finish Productions decise di realizzare una serie di radiodrammi basata sulla serie televisiva The Tomorrow People prodotta da Nigel Fairs. Nicholas Young e Philip Gilbert hanno ripreso il loro ruolo di John e TIM, con Helen Goldwyn e James Daniel Wilson nei ruoli di Elena e Paul, due nuovi Tomorrow People.
In alcuni radiodrammi della serie sono intervenuti altri membri del cast originale, come Peter Vaughan-Clarke, Elizabeth Adare e Mike Holoway. Trevor Littledale ha preso il posto di Philip Gilbert nel ruolo di TIM dopo la morte dell'attore avvenuta nel 2004.
Sono state realizzate cinque stagioni di radiodrammi. La serie è stata cancellata nel dicembre 2007 a causa della sospensione di un accordo di licenza con Fremantle Media Enterprises. I CD audio della serie sono stati ritirati definitivamente dalla vendita il 7 gennaio 2008. Tuttavia, i CD sono spesso ancora disponibili da venditori online come Amazon e E-bay e alle convention di fantascienza.

## Episodi

### Stagione 1
- The New Gods
- The Deadliest Species
- The Ghosts of Mendez
- The Sign of Diolyx

### Stagione 2
- A New Atlantis
- The Power of Fear
- The Curse of Kaaven
- Alone

### Stagione 3
- The Slarvian Menace
- The Warlock's Dance
- A Living Hell
- Trigonometry

### Stagione 4
- Saying Goodbye
- The Lords of Forever
- Queen of Slarvos
- The Plague of Dreams

### Stagione 5
- A Broken Song
- Aftermath
- Spiritus Mundi
- Stemming the Tide
- End of Silence
- Rachel

### Stagione 6 (mai realizzata)
La sesta stagione venne cancellata nel mezzo della produzione di "Saving the World" e "Talking to God".
- Saving the World
- Talking to God
- War of the Slarvians
- Tandem
- Godwin's Law
- Buartek

### Stagione 7 (mai realizzata)
La settima stagione avrebbe visto Cavan Scott e Mark Wright rimpiazzare Nigel Fairs come produttori della serie. Le vicende della stagione avrebbero avuto luogo diversi anni dopo gli eventi della sesta stagione.
1. The Next Stage
2. Kalki Reborn
3. The Modern Children
4. The Screaming Planet
5. TIM
6. The Scream of Sogguth